# Apagomerina diadela
Apagomerina diadela là một loài bọ cánh cứng trong họ Cerambycidae.